# سوراخ زیرحدقه‌ای
سوراخ زیرحدقه‌ای (انگلیسی: Infraorbital foramen) یا سوراخ پایین کاسهٔ چشم، یک سانتی‌متر پایین‌تر از کنار پایینی کاسه چشم و به فاصله یک انگشت از کناره بینی قرار دارد. این سوراخ با بریدگی بالای کاسه چشم و سوراخ چانه‌ای در یک خط عمودی قرار می‌گیرند. این خط عمودی از فاصله بین دو دندان آسیای کوچک عبور می‌کند. از این سوراخ رگ‌ها و اعصاب هم‌نام خارج می‌شوند. چنانچه در این ناحیه فشار وارد کنید احساس ناخوشایندی به علت فشار بر عصب به فرد دست می‌دهد.